# Opithandra wentsaii
Opithandra wentsaii là một loài thực vật có hoa trong họ Tai voi. Loài này được Zhen Y. Li mô tả khoa học đầu tiên năm 2003.